# Gilbert Rey
Gilbert Rey (30 oktober 1930) is een Zwitsers voormalig voetballer die speelde als aanvaller.

## Carrière
Rey maakte zijn profdebuut voor AC Bellinzona waar hij bleef spelen tot in 1951. In het seizoen 1955/56 speelde hij voor Lausanne Sports. Van 1956 tot 1961 speelde hij bij BSC Young Boys waarmee hij vier opeenvolgende landstitels veroverde in 1957, 1958, 1959 en 1960; de beker won hij in 1958. Tussen 1961 en 1963 speelde hij terug voor Lausanne Sports en verovert met hen de beker in 1962.
Hij speelde zes interlands voor Zwitserland waarin hij twee keer kon scoren. Hij nam deel met de Zwitserse ploeg aan het WK voetbal 1962 in Chili.

## Erelijst
- BSC Young Boys
  - Landskampioen: 1957, 1958, 1959, 1960
  - Zwitserse voetbalbeker: 1958
- Lausanne Sports
  - Zwitserse voetbalbeker: 1962